# Sophonisbe (Voltaire)
Sophonisbe és una tragèdia en cinc actes i en vers, escrita per François Marie Arouet, dit Voltaire, l'any 1774. Va ser representada el 15 de gener del mateix any, al teatre de la Comédie Française de París.

## Personatges
- Scipion, cònsol
- Lélie, lloctinent de Scipion
- Syphax, rei de Numídia
- Sophonisbe, filla d'Àsdrubal, dona de Syphax.
- Massinisse, rei d'una part de Numídia
- Actor, agregat a Syphax i Sophonisbe
- Alamar, oficial de Massinisse
- Phaedime, dama númida, agregada a Sophonisbe
- Soldats romans
- Soldats númides.
- Lictors.

L'escena passa a Cirta, a la sala d'un castell.